# 노리잔 바카르
노리잔 바카르(말레이어: Norizan Bakar, 1961년 1월 27일 ~ )는 말레이시아의 전직 축구 선수, 현직 축구 감독이다.

## 선수 경력
1978년부터 1989년까지 프를리스 FA에 소속되어 세미 프로리그에서 활동했다. 은퇴년도 1989년에는 2부 우승했다.

## 감독 경력

### 프를리스 FA · 피낭 FA
2003년 친정 팀 프를리스 FA에서 감독이 되었다. 그해 피알라 FA 말레이시아에서 준우승하였고, 이듬해 2004년 말레이시아 컵에서 우승하였다.
2005년에 피낭 FA로 이적했다.

### 국가대표팀
비치케이 베르털런 감독이 말레이시아 대표 감독의 임기를 마치면서 후임으로 말레이시아 축구 협회로부터 2005년 9월에 접촉이 있었다. A 대표팀 감독뿐만 아니라 U-23 대표팀 감독도 2006년까지 겸임했다.
취임 직후인 2005년 동남아시아 경기 대회에서 동메달을 획득했으며, 2007년 동남아시아 축구 선수권 대회에서도 준결승전에 진출하였다. 그러나 공동 개최국으로 참가한 2007년 AFC 아시안컵에서 최악의 결과를 남겼다. 중국을 상대로 5-1, 우즈베키스탄을 상대로 5-0, 이란을 상대로 2-0으로 패배하여 결과는 좋지 못했다. 우즈베키스탄 대표 경기 후 해임을 결정했지만 조별 예선 마지막 경기인 이란 전까지 지휘했다. 이 결과로, 팬들과 매체들은 말레이시아 축구 협회의 부회장 인 코 압둘라의 사임까지 요구했다.

### 켈란탄 FA · 페락 FA
2008년에 켈란탄 FA 감독에 취임하였으나, 가정 사정에 따라 시즌이 끝나고 사임했다.
2010년 10월 페락 FA 감독으로 취임하였다. 페락에서의 첫 시즌은 말레이시아 슈퍼 리그에서 6위로 전년 11위에 비하면 매우 양호한 성적을 거뒀다. 다음 해 4위까지 거뒀지만 전술과 선수 기용에 대해 비판도 받았다. 특히 비판의 대상이 된 것은 외국인 포워드 라자르 포포비치의 기용에 대한 것이였으며, 포포비치는 14 경기에 출전했지만 불과 1득점이었다. 결국, 7월 7일 켈란탄 FA 전에서 경기에서 6-0 대패하여, 이 직후 사임하게 되었다. 후임은 코치를 하고 있던 총 이 팟이 리그 게임까지 역임했으며, 그 후에는 장정이 감독으로 취임했다.